# وندی مانیز
وِندی مانیز (انگلیسی: Wendy Moniz؛ زادهٔ ۱۹ ژانویهٔ ۱۹۶۹) یک هنرپیشه اهل ایالات متحده آمریکا است. وی از سال ۱۹۹۵ میلادی تاکنون مشغول فعالیت بوده است.
از جمله مجموعه های تلویزیونی که وی در آن ها نقش داشته است می توان به پارک خیابان ۶۶۶ (۲۰۱۲)، نگهبان، ویلمن، قهرمانان از دست رفته و قانون و نظم (۲۰۰۵) اشاره نمود.